# Hervé Télémaque
Hervé Télémaque   (Port-au-Prince, 5 de novembre de 1937 - Ivry-sur-Seine, 10 de novembre de 2022) fou un pintor francès contemporani d'origen haitià, associat al corrent de la figuració narrativa.

## Biografia
Hervé Télémaque va descobrir l'art americà a Nova York al final dels anys cinquanta, ja que va ser estudiant de l'Art Student's League en aquesta mateixa ciutat del 1957 al 1960. Viu i treballa a París des del 1961.

## Obres
- Bretagne: le four à pain (Bretanya: el forn de pa), 1980, dibuix a llapis sobre paper, enquadrat amb fusta i plexiglàs, 148x188 cm, es troba al Museu d'art de Toulon.

## Vendes i subhastes
El 2006, un dels seus quadres, One of 36000 Marines, va ser adjudicat per 292.000 € a Christie's. Aquesta venda va despertar interés per altres autors de figuració narrativa com Valerio Adami, Erró, Peter Klasen o Bernard Rancillac.

## Premis i reconeixements
- Cavaller de la Legió d'Honor (2006).